# Кошмар опівдні
«Кошмар опівдні» (англ. Nightmare at Noon) — британсько-американський фільм жахів 1988 року.

## Сюжет
Божевільний вчений отруює воду в невеликому провінційному містечку, у результаті чого мешканці перетворюються на збожеволілих маніяків, які вбивають один одного і всіх, хто проїжджає через місто. Одного разу в ньому опиняється подружжя Кен і Чері. Вони знайомляться з колишнім поліцейським Рейлі і відправляються пообідати в ресторані. Але тут з'являється місцевий шериф Генкс і без пояснень заарештовує їх. Молоді люди незабаром розуміють, що в містечку коїться щось недобре.

## У ролях
| Актор             | Роль            |
| ----------------- | --------------- |
| Вінгз Гаузер      | Кен Гріффітс    |
| Бо Хопкінс        | Рейлі           |
| Джордж Кеннеді    | шериф Хенкс     |
| Кімберлі Бек      | Чері Гріффітс   |
| Брайон Джеймс     | Альбінос        |
| Кімберлі Росс     | Джулія          |
| Ніл Вілер         | Чарлі           |
| Девід Крістіансен | містер Міллер   |
| Марк Гаарман      | заступник       |
| Джин Сент-Джеймс  | Лорі            |
| Tabi Купер        | жінка в бігуді  |
| Тодд Коллар       | Біллі           |
| Ларрі Кемпбелл    | Ковбой          |
| Боб Майлз         | Флойд           |
| Шері Гріффіт      | божевільна мати |
| Крісті Гріффіт    | дитина          |
| Піт Пластоу       | священик        |
| С.А. Гріффін      | бандит          |
| Перрі Хасман      | бандит          |
| Скотт Маллон      | бандит          |
| Кім Мілфорд       | бандит          |
| Герман Попп       | бандит          |
| Террі Д. Сіго     | бандит          |
| Джон Стюарт       | бандит          |
| Аллен Вест        | бандит          |